# Il sole buio
Pour plus de détails, voir Fiche technique et Distribution.
Il sole buio est un film dramatique italien réalisé par Damiano Damiani, sorti en 1990.

## Fiche technique
- Titre : Il sole buio
- Réalisation : Damiano Damiani
- Scénario : Damiano Damiani et Ennio De Concini
- Photographie : Sebastiano Celeste
- Musique : Riz Ortolani
- Pays d'origine :  Italie
- Format : Couleurs - Mono
- Genre : Film dramatique
- Durée : 107 minutes
- Date de sortie : 1990

## Distribution
- Jo Champa : Lucia Isgrò
- Michael Paré : Ruggero Brickman
- Phyllis Logan : Attorney Camilla Staffa
- Erland Josephson : Attorney Belmonte
- Leopoldo Trieste : Alfonso Isgrò
- Salvatore Borgese
- Veronica Lazăr
- Mattia Sbragia